# Райнер Савойски-Вилар
Райнер Савойски-Вилар, нар. още „Големи Извънбрачни Савойски“ (на италиански: Renato di Savoia-Villars, Gran bastardo di Savoia; Ренато ди Савоя-Вилар, на френски: René de Savoie, dit le « Grand Bâtard de Savoie », Рене дьо Савоа; * ок. 1473; † 31 март 1525, Павия, Миланско херцогство), е благородник, граф на Вилар (1497) и на Танд (1501). Той е основоположник на кадетския клон на Савойската династия Савоя-Вилар, известна също като Савоя-Танд.

## Произход
Райнер е извънбрачен син на Филип II Савойски (* 1438, † 1497), 7-ми херцог на Савоя, и на метресата му Либера Портонери (* ок. 1448, † 1511 или 1525). Някои френски автори като мемоаристът Луи дьо Рувроа дьо Сен Симон от XVII – XVIII век и историкът Мишел Жермен от 20 век взимат генеалогията на историка Самюел Гишенон от XVII век, който бърка майка му с втората любовница на херцога Бона ди Романяно. Има един брат и една сестра:
- Антония († 1500), господарка на Монако като съпруга на Жан Грималди, господар на Монако и Антиб като Жан II (1494)
- Петър († 1458), епископ на Женева

Има трима полубратя и една полусестра от първия брак на баща си, четирима полубратя и една полусестра от втория брак на баща си и един полубрат и четири полусестри от негова извънбрачна връзка.

## Биография

### Ранни години
Баща му го припознава в завещанието си от 1496 г. Райнер става четвъртият претендент за трона на Савойското херцогство след полубратята си Филиберт, Карл и Филип Савойски-Немур. По повод легитимирането си той получава като апанаж Брес. Легитимността му е потвърдена от неговия полубрат и братовчед Филиберт II през 1497 г. и отново през 1499 г. от император Максимилиан I.
Той е отгледан в двора на Милано при вдовицата на Галеацо Мария Сфорца Бона Савойска, след което на 10-годишна възраст следва баща си при император Максимилиан I, после отива във Франция и накрая в Савоя по време на регентството на Бианка Монфератска.
Когато баща му успява да се възкачи на трона през 1496 г., Райнер става лейтенант на Савойското херцогство. През 1500 г. става генерален губернатор на Савоя. Той не е такъв за дълго поради брака на своя полубрат Филиберт II с Маргарита Австрийска, която не го понася.
Той е втори съпруг на Анна Ласкарис, наследничка на Графство Танд, с която сключва брачен договор на 28 януари 1501 г. в Танд. По онова време той е управител на Ница. Графът на Танд преотстъпва по-голямата част от имуществото си на дъщеря си на 28 януари 1501 г. В брачния договор е посочено, че Райнер Савойски трябва да вземе името и герба на графовете на Танд.

### Конфликт с Маргарита Австрийска
През 1501 г. херцог Филиберт II Савойски се жени повторно за Маргарита Австрийска. Тя не обича Райнер и баща ѝ император Максимилиан I анулира легитимността му през 1502 г. Маргарита, която има все по-голямо влияние върху съпруга си, съди Райнер и през 1503 г. задължава съпруга си да анулира акта за легитимация, който му е дал през 1499 г.
Райнер се укрива във Франция при своята полусестра – графинята на Ангулем Луиза Савойска, майка на френския крал Франсоа I. Срещу него е образувано съдебно производство, по време на което са му конфискувани всичките владения в херцогството. Графство Вилар минава у Маргарита Австрийска. За него остава само феодът Танд, право на съпругата му. Неговият полубрат Филиберт II умира през 1504 г. без потомци и е наследен от по-малкия му брат Карл под името Карл II. Маргарита Австрийска отново се намесва и пречи на опитите на Карл II да върне на Райнер отнетите земи.
След това той обвинява Жак дьо Буси, господар на Ейрия, че е накарал да отровят херцог Филиберт II с отровни сладки ябълки, направени в Лион от пиемонтски лекар. Споменатият лекар е измъчван и признава.
След смъртта на тъста си граф Жан-Антоан през 1509 г. Райнер и съпругата му на 12 септември получават почитта на техните васали от Танд и на всичките им феодали по поречието на река Жен и в Прованс.

### На служба при френския крал
Райнер Савойски-Вилар отдава почит на краля на Франция Луи XII на 20 юли 1510 г. за Графство Танд. Той получава от краля длъжностите на Губернатора на Прованс и Велик сенешал на Прованс на 11 февруари 1515 г. През същата година той присъства с целия френски двор на кръщението в Амбоаз на племенника си – дофинът Франсоа. Кралят на Франция, който желае да завладее Миланското херцогство (вижте Италиански войни), го праща в Швейцария като посланик. Луи XII обаче умира на 1 януари 1515 г. Опитът за съюз завършва с битката при Мариняно, в която участва и Райнер.
Поради участието си в Петата италианска война, новият крал Франсоа I – племенник на Райнер го назначава за Велик майстор на Франция (т.е. за надзирател на кралското домакинство), с писма от 31 октомври 1519 г., която длъжност той запазва до смъртта си.
Около 1519 – 1520 г. Райнер кара да построят големия кораб Сент Мари дьо Бонавентюр, наречен La Grande Maîtresse, на който служи като флагман. Корабът тръгва от Марсилия на 24 август 1520 г. за защита на Хоспиталиерите от нападение от турците. Той се връща в Марсилия на 6 януари 1521 г. По време на тази експедиция адмирал Кристоф дьо Шаной е убит в Бейрут. През май 1522 г. корабът е част от експедицията, командвана от Райнер Савойски – адмирал и Педро Наварски – генерал-лейтенант в помощ на Генуа. Корабът участва в отбраната и снабдяването на Марсилия по време на обсадата на града от конетабъла дьо Бурбон през 1524 г. Райнер заема кораба за 1500 екю на месец на племенника си Франсоа I между 28 юни 1524 г. и 30 април 1525 г.

### Смърт
При битката при Павия на 24 февруари1525 г. той е ранен и пленен. Изглежда, че умира в резултат на нараняванията си, преди синът му Клавдий да може да плати откуп. Тялото му е погребано в параклиса „Сен Луи“ на църквата „Сент Мари дьо Танд“.
След смъртта на Райнер Савойски-Вилар полусестра му Луиза Савойска изчислява цената на кораба La Grande Maîtresse. Той е купен за Франсоа I от леля му, графиня дьо Вилар и Танд между юли и август 1526 г.,
Н 2 януари 1562 г. херцог Емануил-Филиберт Савойски, син на Карл III и племенник на Райнер, декларира с писмо, че синът на Райнер, Клавдий Савойски – граф на Танд и неговите потомци ще могат да наследят Савойските държави, ако директната линия изчезне.

## Брак и потомство
∞ 28 януари 1501 за Анна Ласкарис, графиня на Танд (* ноември 1487, † сл. 10 юли 1554), дъщеря на Жан-Антоан дьо Ласкарис-Вентимиля и Изабел д'Англюр. Те имат двама сина и три дъщери:
- Клавдий Савойски-Вилар (* 27 март 1507; † 23 април 1566, Кадраш), граф на Танд, граф на Сомарива през 1561 г. и губернатор на Прованс от 1525 до 1566 г.; ∞ 1. 10 май 1534 за Мария дьо Шабан дьо Ла Палис, дъщеря на маршал Жак II дьо Шабан дьо Ла Палис, от която има една дъщеря и двама или трима сина 2. 19 август 1539 за Франсоаз дьо Фоа-Кандал, дъщеря на Жан дьо Фоа-Кандал, граф на Гюрсон и Фле, и съпругата му Анна, дъщеря на Луи дьо Вилньов, маркиз дьо Тран. Имат една дъщеря;
- Магдалена Савойска-Вилар (* ок. 1510, † 1586), ∞ 1526 за конетабъл Ан дьо Монморанси (* 1493, † 1567), от когото има четирима сина и две дъщери;
- Хонорат II Савойски-Вилар (* 1511; † 20 септември 1580, Пресини ан Турен), 1-ви маркиз на Вилар, наследява графствата Танд и Сомарива след смъртта на племенника си Хонорат Савойски през 1572 г.; ∞ ок. 1540 за Жана-Франсоаз дьо Фоа-Кандал, виконтеса на Кастиьон, от която има една дъщеря. Назначен за маршал на Франция през 1571 г. и за адмирал на Франция през 1572 г.
- Изабела Савойска-Вилар († сл. 5 септември 1552), ∞ ок. 1530 (договор) за Рене дьо Бастарне, син на Франсоа дьо Батарне и граф на Бушаж, от когото има две дъщери.
- Маргарита Савойска-Вилар († 15 юли или 20 август 1591), ∞ 1535 за Антоан II Люксембургски († 1557), граф на Бриен и на Лини, син на Шарл Люксембургски, граф на Бриен, Лини и Руси, и съпругата му Шарлот д'Естутвил, дама на Beyne.